# 卡塔內鄉
43°56′N 23°25′E / 43.933°N 23.417°E
卡塔內鄉（羅馬尼亞語：Comuna Catane, Dolj），是羅馬尼亞的鄉份，位於該國西南部，由多爾日縣負責管轄，面積47平方公里，海拔高度38米，2007年人口1,970，人口密度每平方公里42人。